# 1898 w muzyce
Wydarzenia muzyczne w 1898 roku.

## Wydarzenia
- 7 stycznia
  - w moskiewskim Teatrze Sołodnikowa miała miejsce prapremiera opery Sadko Nikołaja Rimskiego-Korsakowa[1][2][3]
  - w bostońskiej Music Hall miało miejsce prawykonanie poematu symfonicznego „La mort de Tintagiles” op. 6 Charlesa Martina Loefflera[1][2][4]
- 19 stycznia – w petersburskim Teatrze Maryjskim miała miejsce prapremiera baletu Rajmonda op. 57 z muzyką Aleksandra Głazunowa[1][2]
- 22 stycznia – w Paryżu odbyło się prawykonanie „Andante” op. 75 Gabriela Fauré[1][2]
- 24 stycznia – w wiedeńskiej Sofiensaal miało miejsce prawykonanie kadrylu „Göttin der Vernunft” op. 476 Johanna Straussa (syna)[1][2]
- 27 stycznia – w Cambridge w stanie Massachusetts odbyło się prawykonanie pieśni „Song from the Rubáiyát of Omar Khayyám” op. 40 Arthura Foote[1][2]
- 31 stycznia
  - w paryskiej Salle Érard miało miejsce prawykonanie „Poloneza” op. 21 oraz „Improwizacji” op. 12 nr 2 Aleksandra Skriabina[1][2]
  - w Bostonie odbyło się prawykonanie „Kwintetu fortepianowego” op. 38 Arthura Foote[1][2]
- 3 lutego – w Kopenhadze odbyło się prawykonanie „Kwartetu smyczkowego nr 1” op. 13 Carla Nielsena[1][2]
- 5 lutego – w Londynie odbyła się prapremiera pieśni „Two Brown Eyes” Gustava Holsta[1][2]
- 12 lutego – w londyńskim Northern Polytechnic Institute miało miejsce prawykonanie „Cyklu pieśni (The Princess)” op. 68 Charlesa Villiersa Stanforda[1][2]
- 5 marca – w paryskiej Salle Pleyel miało miejsce prawykonanie „Sites auriculaires” na dwa fortepiany z muzyką Maurice’a Ravela[1][2][5]
- 6 marca – w Brnie odbyło się prawykonanie „Pieśni wiosennej” JW 5/3 Leoša Janáčka[1][2]
- 8 marca – w Kolonii odbyło się prawykonanie poematu symfonicznego „Don Kichot” op. 35 Richarda Straussa[1][2][6]
- 13 marca – w Paryżu odbyło się prawykonanie poematu symfonicznego „Soir de fête” op. 32 Ernesta Chaussona[1][2]
- 19 marca – w Paryżu odbyło się prawykonanie pieśni „Promenade galante” op. 5 nr 1 Charlesa Koechlina[1][2][7]
- 20 marca – w Brnie odbyło się prawykonanie poematu symfonicznego „The Wild Dove” op. 110 Antonína Dvořáka[1][2][8]
- 2 kwietnia
  - w Paryżu odbyło się prawykonanie „Kwartetu fortepianowego” op. 30 Ernesta Chaussona[1][2]
  - w Bostonie odbyło się prawykonanie „Trzech kompozycji na skrzypce i fortepian” op. 40 Amy Beach[1][2]
- 15 kwietnia – w Nowym Jorku  odbyło się prawykonanie oratorium „The Legend of St. Christopher” op. 43 Horatio Parkera[1][2][9]
- 18 kwietnia – w paryskiej Salle Érard miało miejsce prawykonanie „Menuet antique” Maurice’a Ravela[1][2][10]
- 23 kwietnia – w Sankt Petersburgu odbyło się prawykonanie I symfonii C-dur Milija Bałakiriewa[1][2][11]
- 2 maja – w Kolonii odbyło się prawykonanie pieśni „Der Abend” op. 34 nr 1 Richarda Straussa[1][2]
- 28 maja – w londyńskim Savoy Theatre miała miejsce prapremiera operetki The Beauty Stone Arthura Sullivana[1][2][12]
- 31 maja – w wiedeńskim Volkstheater miało miejsce prawykonanie „Klänge aus der Raimundzeit” op. 479 Johanna Straussa (syna)[1][2]
- 1 czerwca – w Omaha odbyło się prawykonanie pieśni „Song of Welcome” op. 42 Amy Beach[1][2]
- 19 czerwca
  - w Teatrze Narodowym w Pradze miała miejsce prapremiera drugiej wersji opery Jakobin op. 84 Antonína Dvořáka[1][2][13]
  - w Recanati w Teatro Persiani miało miejsce prawykonanie kantaty „A Giacomo Leopardi” Pietro Mascagniego[1][2]
- 28 czerwca – w Wiedniu odbyło się prawykonanie marszu „Aufs Korn!” op. 478 Johanna Straussa (syna)[1][2]
- 29 sierpnia – w Montrealu odbyła się prapremiera operetki The Charlatan Johna Sousa[1][2][14]
- 14 września – w Toronto odbyła się prapremiera opery The Fortune Teller Victora Herberta[1][2][15]
- 15 września – w Katedrze w Gloucester miało miejsce prawykonanie pieśni „A Song of Darkness and Light” Huberta Parry’ego[1][2][16]
- 17 września – w Sankt Petersburgu odbyło się prawykonanie „Rêverie” op. 24 Aleksandra Skriabina[1][2]
- 30 września – w Helsinkach odbyło się prawykonanie „Sonaty skrzypcowej nr 2” op. 36a Ferruccio Busoniego[1][2][17]
- 5 października – w Leeds odbyło się prawykonanie kantaty „Caractacus” op. 35 Edwarda Elgara[1][2]
- 6 października – w Leeds odbyło się prawykonanie „Te Deum” op. 66 Charlesa Villiersa Stanforda[1][2]
- 12 listopada – w Madrycie odbyła się premiera opery María del Carmen Enrique Granadosa[1][2]
- 14 listopada – w londyńskim Pałacu Kryształowym miało miejsce prawykonanie „Festival March” Edwarda Elgara[1][2]
- 17 listopada – w mediolańskim Teatro Lirico miała miejsce prapremiera opery Fedora Umberto Giordano[1][2][18]
- 19 listopada – w Weiden in der Oberpfalz odbyło się prawykonanie hymnu „Hymne an den Gesang” op. 21 Maxa Regera[1][2]
- 22 listopada – w rzymskim Teatro Costanzi miała miejsce prapremiera opery Iris Pietro Mascagniego[1][2][19]
- 27 listopada – w Wiener Musikverein miało miejsce prawykonanie instrumentalnej wersji marsza „Aufs Korn!” op. 478 Johanna Straussa (syna)[1][2]
- 4 grudnia – w Wiedniu odbyło się prawykonanie poematu symfonicznego „A Hero’s Song” op. 111 Antonína Dvořáka[1][2][20]
- 6 grudnia – Emil Berliner założył w Hanowerze firmę Deutsche Grammophon, pierwszą wytwórnię płytową[21]
- 7 grudnia – w moskiewskim Teatrze Sołodownikowa miała miejsce prapremiera opery Mozart i Salieri Nikołaja Rimskiego-Korsakowa[1][2][22]
- 27 grudnia – w moskiewskim Teatrze Sołodownikowa miała miejsce prapremiera opery The Noblewoman Vera Sheloga op. 54 Nikołaja Rimskiego-Korsakowa[1][2][23]

## Urodzili się
- 1 stycznia – Viktor Ullmann, czeski kompozytor i dyrygent (zm. 1944)
- 7 stycznia – Al Bowlly, brytyjski piosenkarz, autor piosenek i kompozytor (zm. 1941)
- 9 stycznia – Gracie Fields, angielska piosenkarka i aktorka komediowa (zm. 1979)
- 13 stycznia – Carlo Tagliabue, włoski śpiewak operowy (baryton) (zm. 1978)
- 17 stycznia – Jerzy Lefeld, polski pianista, kameralista, kompozytor i pedagog (zm. 1980)
- 23 stycznia – Georg Kulenkampff, niemiecki skrzypek (zm. 1948)
- 28 stycznia – Vittorio Rieti, amerykański kompozytor i pedagog muzyczny pochodzenia włoskiego (zm. 1994)
- 29 stycznia – Maria Müller, austriacka śpiewaczka (sopran) (zm. 1958)
- 6 lutego – Erna Sack, niemiecka śpiewaczka operowa (sopran) (zm. 1972)
- 12 lutego – Roy Harris, amerykański kompozytor muzyki poważnej (zm. 1979)
- 15 lutego – Totò, włoski aktor, pisarz, kompozytor i autor tekstów (zm. 1967)
- 27 lutego – Bronisław Rutkowski, polski organista, pedagog, krytyk muzyczny, dyrygent i kompozytor (zm. 1964)
- 3 marca – Kazimierz Blaschke, polski wiolonczelista, dyrygent orkiestr kameralnych i chórów, pedagog (zm. 1958)
- 18 marca – Otto Jochum, niemiecki kompozytor i dyrygent (zm. 1969)
- 9 kwietnia
  - Julius Patzak, austriacki śpiewak operowy (tenor), wykładowca akademicki (zm. 1974)
  - Paul Robeson, amerykański aktor i śpiewak (bas) (zm. 1976)
- 12 kwietnia – Lily Pons, francusko-amerykańska śpiewaczka operowa (sopran koloraturowy) (zm. 1976)
- 25 kwietnia – Stefania Turkewycz-Łukijanowycz, ukraińska kompozytorka, pianistka, muzykolog i pedagog (zm. 1977)
- 2 maja – Zygmunt Karasiński, polski skrzypek, pianista, kompozytor, dyrygent, saksofonista, autor tekstów piosenek (zm. 1973)
- 5 maja – Blind Willie McTell, amerykański muzyk bluesowy, niewidomy wokalista, gitarzysta i autor tekstów (ur. 1959)
- 14 maja – Zutty Singleton, amerykański perkusista jazzowy (zm. 1975)
- 15 maja
  - Arletty, amerykańska aktorka, piosenkarka i modelka (zm. 1992)
  - Norbert von Hannenheim, austro-węgierski kompozytor narodowości niemieckiej (zm. 1945)
- 28 maja – Andy Kirk, amerykański saksofonista i tubista jazzowy (zm. 1992)
- 1 lipca – Juliusz Kandziora, polski kompozytor, dyrygent i organista; powstaniec śląski (zm. 1970)
- 4 lipca
  - Szymon Kataszek, polski kompozytor, pianista, pionier jazzu w Polsce (zm. 1943)
  - Gertrude Lawrence, angielska aktorka, piosenkarka i tancerka (zm. 1952)
- 6 lipca – Hanns Eisler, niemiecki kompozytor pochodzenia austriackiego (zm. 1962)
- 15 lipca – Noel Gay, brytyjski kompozytor (zm. 1954)
- 1 sierpnia
  - Jan Nepomucen Rakowski, polski altowiolista i pedagog (zm. 1962)
  - Morris Stoloff, amerykański dyrygent i kompozytor (zm. 1980)
- 14 sierpnia – Zula Pogorzelska, polska śpiewaczka, aktorka filmowa, teatralna i tancerka kabaretowa (zm. 1936)
- 20 sierpnia – Stefania Lachowska, polska kompozytorka (zm. 1966)
- 1 września – Marilyn Miller, amerykańska piosenkarka, aktorka i tancerka (zm. 1936)
- 5 września – Ebbe Hamerik, duński kompozytor i dyrygent (zm. 1951)
- 13 września – Roger Désormière, francuski kompozytor i dyrygent (zm. 1963)
- 14 września
  - Franco Abbiati, włoski historyk i krytyk muzyki (zm. 1981)
  - Karol Mieczysław Prosnak, polski kompozytor i dyrygent (zm. 1976)
- 26 września – George Gershwin, amerykański kompozytor i pianista (zm. 1937)
- 27 września – Vincent Youmans, amerykański kompozytor muzyki rozrywkowej (zm. 1946)
- 7 października – Alfred Wallenstein, amerykański dyrygent i wiolonczelista pochodzenia austriackiego (zm. 1983)
- 8 października – Clarence Williams, amerykański muzyk jazzowy, pianista, kompozytor, wokalista, producent i wydawca muzyczny (zm. 1965)
- 14 października – Maurice Martenot, francuski wiolonczelista, radiotelegrafista podczas I wojny światowej, wynalazca instrumentu muzycznego znanego jako fale Martenota (zm. 1980)
- 15 października – Günther Ramin, niemiecki organista, dyrygent chóralny, kompozytor i pedagog (zm. 1956)
- 17 października – Shinichi Suzuki, japoński skrzypek i pedagog, twórca metody Suzuki w edukacji muzycznej (zm. 1998)
- 18 października – Lotte Lenya, austriacka piosenkarka i aktorka (zm. 1981)
- 20 października
  - Mieczysław Barwicki, polski dyrygent chóralny, wydawca muzyczny i działacz ruchu śpiewaczego (zm. 1969)
  - Tadeusz Faliszewski, polski śpiewak, aktor kabaretowy, rewiowy i operetkowy, reżyser (zm. 1961)
- 21 października – Tadeusz Tylewski, polski kompozytor i dyrygent (zm. 1959)
- 22 października – Marcel Mihalovici, francuski kompozytor pochodzenia rumuńskiego (zm. 1985)
- 26 października – Janusz Popławski, polski śpiewak operowy (tenor) (zm. 1971)
- 29 listopada – Zenon Feliński, polski pedagog muzyczny oraz skrzypek (zm. 1971)
- 5 grudnia – Grace Moore, amerykańska aktorka i śpiewaczka operowa (zm. 1947)
- 10 grudnia – Franciszek Zachara, polsko-amerykański pianista i kompozytor (zm. 1966)
- 13 grudnia – Iva Pacetti, włoska śpiewaczka operowa (sopran) (zm. 1981)
- 24 grudnia – Baby Dodds, amerykański perkusista jazzowy (zm. 1959)

## Zmarli
- 7 stycznia – Heinrich Lichner, niemiecki kompozytor (ur. 1829)
- 8 stycznia – Alexandre Dubuque, rosyjski pianista, kompozytor i pedagog muzyczny (ur. 1812)
- 16 stycznia – Antoine François Marmontel, francuski pianista i pedagog (ur. 1816)
- 19 stycznia – Ernesto Nicolini, francuski śpiewak operowy (tenor) (ur. 1834)
- 9 marca – Michał Bergson, polski kompozytor i pianista żydowskiego pochodzenia (ur. 1820)
- 23 marca – Tigran Czuchadżian, ormiański kompozytor operowy (ur. 1837)
- 28 marca – Anton Seidl, austriacko-węgierski dyrygent (ur. 1850)
- 21 kwietnia – Louis Théodore Gouvy, francuski kompozytor (ur. 1819)
- 15 maja – Ede Reményi, węgierski skrzypek (ur. 1828)
- 18 lipca – Emil Hartmann, duński kompozytor i organista (ur. 1836)
- 15 sierpnia – Cesare Trombini, włoski dyrygent, skrzypek i pedagog muzyczny (ur. 1839)
- 17 sierpnia – Karl Zeller, austriacki kompozytor operetkowy i radca ministerialny {ur. 1842)
- 11 września – Adolphe Samuel, belgijski kompozytor i krytyk muzyczny (ur. 1824)
- 3 października – Kamilla von Wimpffen, austriacka śpiewaczka operetkowa (sopran), ezoteryczka, filantropka (ur. 1843)
- 2 listopada – Ludmiła Jeske-Choińska, polska kompozytorka i śpiewaczka (ur. 1849)
- 17 listopada – Philipp M. Schmutzer, austriacki muzyk i kompozytor (ur. 1821)
- 13 grudnia – George Frederick Bristow, amerykański kompozytor (ur. 1825)
- 24 grudnia – Eugeniusz Pankiewicz, polski kompozytor i pianista (ur. 1857)
- 29 grudnia – Georg Goltermann, niemiecki wiolonczelista i kompozytor (ur. 1824)